# Köllererbach

Der Köllererbach ist ein kleiner Bach bei Obertrum am See im nördlichen Flachgau im Land Salzburg. Er ist ein rechter Nebenfluss der Mattig.

## Geographie

### Verlauf
Der Köllererbach hat seine Quelle bei Köllern (Gemeinde Obertrum am See). Zu Beginn fließt der kleine Bach in nördliche Richtung und wird dabei teilweise verrohrt geführt. Kurz oberhalb der Lindenhofsiedlung macht er einen Bogen nach Osten. Am südlichen Ende der Lindenhofsiedlung mündet der Köllererbach nach kurzer Fließstrecke schließlich von rechts in die hier noch als Mattigbach bezeichnete Mattig ein.

### Zuflüsse
Der Köllererbach hat keine oberirdischen Zuflüsse. Außerdem ist er selbst von geringer Größe und fällt bei längeren Trockenphasen trocken.

### Einzugsgebiet
Nordwestlich entspringt der Bischlsroiderbach, der über den Haberbach ebenfalls zur Mattig entwässert. Östlich fließt der Giglsederbach, der am nördlichen Ende der Lindenhofsiedlung ebenfalls in die Mattig einmündet.

## Hochwasser in Obertrum
Seit dem Hochwasser im Jahr 2002 im Gemeindezentrum von Obertrum ist der Köllererbach im Unterlauf, oberhalb der Lindenhofsiedlung hochwassersicher verbaut (verrohrte Fließstrecke). Ähnliches findet sich auch am Bischlsroiderbach, am Haberbach, am Giglsederbach und am Kirchstättbach.